# Eschweiler (Bad Münstereifel)
Eschweiler is een plaats in de Duitse gemeente Bad Münstereifel, deelstaat Noordrijn-Westfalen.